# Radosa
Radosa (szlovákul Radiša) Búzásradosa község településrésze, egykor önálló falu Szlovákiában, a Trencséni kerületben, a Báni járásban.

## Fekvése
Bántól 10 km-re északkeletre fekszik. Búzásradosa északi részét képezi.

## Története
1295-ben „Radys” néven említik először. 1372-ben a német jog alapján telepítették be. 1389-ben „Radych”, 1481-ben „Radysna”, 1598-ban „Radissa” néven szerepel az írott forrásokban. A zayugróci uradalom része volt. 1598-ban malma és 17 háza volt. 1720-ban 8 adózó háztartása létezett. 1784-ben 19 házában 25 családban 152 lakos élt.
A 18. század végén Vályi András így ír róla: „RADISA. Tót falu Trentsén Vármegyében, földes Ura Gróf Kolonits, és Báró Zay Uraságok, lakosai katolikusok, fekszik Zay Ugróczhoz nem meszsze, mellynek filiája, határjában vize ártalmas, vagyonnyai meglehetősek, harmadik osztálybéli.”
1828-ban 16 háza volt 168 lakossal.
Fényes Elek 1851-ben kiadott geográfiai szótárában így ír a faluról: „Radissa, tót falu, Trencsén, most A.-Nyitra vmegyében, az ugróczi uradalomban. Lakja 8 kath., 140 evang. Ut. p. Nyitra-Zsámbokrét.”
1910-ben 276, túlnyomórészt szlovák lakosa volt. A trianoni diktátumig Trencsén vármegye Báni járásához tartozott.
A háború után is megtartotta mezőgazdasági jellegét, lakói főként idénymunkákkal keresték kenyerüket. A szlovák nemzeti felkelés idején partizáncsoportok tevékenykedtek a területén. 1960-ban Búzással egyesítették.

## Külső hivatkozások
- Radosa Szlovákia térképén

## Lásd még
- Búzásradosa
- Búzás